# Rezolucja Rady Bezpieczeństwa ONZ nr 220
Rezolucja Rady Bezpieczeństwa ONZ nr 220 została przyjęta jednomyślnie 16 marca 1966 r.
Rada potwierdziła swoje poprzednie rezolucje w kwestii cypryjskiej oraz przedłużyła mandat Sił Pokojowych ONZ na Cyprze na kolejne 3 miesiące do dnia 26 czerwca 1966 r.
Rada wezwała również wszystkie zaangażowane strony do dalszego działania z największą powściągliwością oraz pełną współpracę z siłami pokojowymi.
Rezolucja 220 była pierwszą, która została przyjęta przez noworozszerzoną Radę Bezpieczeństwa składającą się z 15 członków.